# Svetoslav Suronja av Kroatien
Svetoslav Suronja av Kroatien, död 1000, var en kroatisk monark. Han var kung av Kroatien från 997 till 1000.